# Dominique Barbéris
Pour les articles homonymes, voir Barbéris.
Dominique Barbéris, née en 1958, est une romancière française, auteure d'études littéraires et enseignante universitaire,, spécialiste en stylistique et ateliers d'écriture.

## Biographie
Née en 1958 à Douala au Cameroun, Dominique Barbéris, après une enfance vécue à Bruxelles puis à Nantes, fait ses études à l'École normale supérieure de Sèvres (1978) et à l'université de la Sorbonne. Agrégée de lettres modernes, elle débute au lycée de Boulogne-Billancourt avant de rejoindre une compagnie d'assurances comme responsable de la communication, dont elle enseignera ensuite les techniques dans plusieurs écoles. Elle revient ensuite comme enseignante à la Sorbonne, d'abord en langues étrangères appliquées, puis à l'UFR de langue française où elle donne des cours de stylistique et anime des ateliers d'écriture romanesque, étendus depuis à Sciences Po Paris.
Auteure de onze romans et récits, elle consacre une large partie de son activité à l'écriture.
Elle est l'épouse de Jean-Pierre Barberis, polytechnicien, dirigeant d'entreprises, fils de l'écrivain Pierre Barberis .

### Romancière
Elle publie son premier roman chez Arléa en 1996 avant de rejoindre Gallimard en 1998.
Ses premiers romans ou nouvelles se caractérisent par une peinture des atmosphères de province ou de l'enfance. Dans Les Kangourous et Quelque chose à cacher, puis dans Beau rivage, apparaît un type d'intrigue fondé sur la peur, ayant en filigrane des meurtres ou des disparitions inquiétantes. Mais ce prétexte policier, quoique très élaboré, sert surtout à magnifier les paysages et les sensations. Avec La vie en marge, la narration policière s'allie à une évocation de la déshérence sociale, dont la romancière laisse transparaître les enjeux métaphysiques. La qualité d'écriture de ce roman a été saluée par les quotidiens nationaux français et suisses,.
Son neuvième roman, L'année de l'éducation sentimentale, courte intrigue à huis clos, marque une inflexion dans sa production, avec des personnages situés au bord d’un abîme, en butte avec leurs souvenirs et, toujours, des paysages, des sensations, la description : il a obtenu le prix Jean-Freustié / Fondation de France 2018.
En septembre 2019, elle publie chez Arléa, son premier éditeur, son dixième roman : Un dimanche à Ville-d'Avray, dont le titre rappelle celui d'un film de Serge Bourguignon, Cybèle ou Les dimanches de Ville d'Avray, Oscar du meilleur film étranger aux États-Unis en 1963. Dans le décor en apparence paisible de Ville-d'Avray, où deux sœurs se rapprochent un dimanche, l’une se confie à l’autre et lui dévoile sa rencontre. Comparé à Modiano par la critique qui a souligné la grâce de cet ouvrage et l'élégance de son écriture, il figure dans les sélections, du Goncourt et du Femina de la rentrée littéraire 2019.
En août 2023, elle publie  chez Gallimard Une façon d'aimer Madeleine, beauté discrète et mélancolique des années cinquante, quitte sa Bretagne natale pour suivre son mari au Cameroun, et se trouve plongée dans un monde étranger, violent et magnifique. À Douala, lors d’un bal à la Délégation, elle s’éprend d’Yves Prigent, mi-administrateur, mi-aventurier. Mais la décolonisation est en marche et annonce la fin de partie…Tendue entre la province d’après-guerre et une Afrique rêvée, cette fiction écrite après la mort de son père fin 2019 est dédiée à sa mémoire. Salué dès la rentrée littéraire par la critique (coup de cœur de Elle, livre à ne pas manquer de l'Express, Télérama, Le Figaro, Ouest-France, RFI...), début septembre, le roman remporte le prix des libraires de Nancy - Le Point 2023 et le Grand prix du roman de l'Académie française. Il est également retenu dans la première sélection  du prix Femina, la deuxième sélection du  prix Goncourt et finaliste du prix Médicis. En 2024, il remporte le 11ième Choix Goncourt de l'Italie désigné par les élèves de 130 lycées italiens avec l'Institut français Italia. 
Parisienne, elle reste attachée à l'Ouest, et est membre de l'Académie Littéraire de Bretagne et des Pays de la Loire.
Elle a participé également à des ouvrages collectifs d'écrivains (Dictionnaire des mots parfaits, Lire, Vivre et Rêver sur les librairies des écrivains, et 100 écrivains - 100 monuments, Histoires de France)

### Traduite dans neuf pays
Son œuvre romanesque est traduite aux États-Unis, au Royaume-Uni et en Irlande où elle a été signalée par le Times et l'Irish Times, en Allemagne, en Espagne, en Italie, en Pologne, en Grèce, en Lituanie et en Albanie.

### Universitaire
Animatrice des Ateliers d'écriture romanesque de Sorbonne Université, elle a publié avec le service culturel, aux Éditions Sillage 14 opus de Prose en Sorbonne, Ateliers d'écriture de Dominique Barbéris, correspondant, chaque année, aux meilleurs textes réalisés par ses étudiants.
Membre du comité de lecture de la revue Europe, elle  a publié de nombreux articles critiques, études littéraires (dont une étude de style consacrée à l'écrivaine Annie Ernaux) et préfaces (dont trois récentes consacrées à des classiques de la littérature anglaise : Emma de Jane Austen, Contes de Noël de Charles Dickens et Jane Eyre de Charlotte Brontë).
Chevalier de la Légion d'Honneur en 2008.

## Publications

### Romans
- La Ville[52], Arléa, coll. « Arléa-poche », 1996
- L'Heure exquise[53], Éditions Gallimard, coll. « L'Arpenteur », 1998 – Prix Marianne
- Le Temps des dieux[54], Éditions Gallimard, coll. « L'Arpenteur », 2000
- Les Kangourous[55], Éditions Gallimard, coll. « L'Arpenteur », 2002 – adapté à l’écran en 2005 par Anne Fontaine sous le titre Entre ses mains.
- Ce qui s’enfuit[56], Éditions Gallimard, coll. « L'Arpenteur », 2005
- Quelque chose à cacher[57], Éditions Gallimard, coll. « Folio » et Collection « Blanche », 2007 – finaliste du Prix Femina 2007[58], Prix des Deux Magots 2008 et Prix de la Ville de Nantes, 2008
- Beau Rivage[59], Éditions Gallimard, coll. « Blanche », 2010
- La Vie en marge[60], Éditions Gallimard, coll. « Blanche », 2014
- L'Année de l'éducation sentimentale[61], Éditions Gallimard, coll. « Blanche », 2018 – Prix Jean-Freustié 2018.
- Un dimanche à Ville-d'Avray[62], Arléa, coll. « La rencontre », 2019 et Éditions Gallimard, coll. « Folio » 2021.
- Une façon d'aimer[18] , Éditions Gallimard, coll. « Blanche », 2023 - Grand prix du roman de l'Académie française 2023.

### Ouvrages collectifs d'écrivains
- Dictionnaire des mots parfaits, Éditions Thierry Marchaisse , 2019 : mots Bal et Nuage.
- Lire, Vivre et Rêver, Les Arènes, 2015 ; ouvrage d'écrivains sur leurs librairies : Les librairies Trait d'union à Noirmoutier, et Compagnie et Gibert à Paris.
- 100 monuments, 100 écrivains, histoires de France, Monum Éditions du patrimoine, sous la direction d'Adrien Goetz :  l'abbaye du Bec-Hellouin, 2009.

### Articles, études et préfaces
- Marcel Proust, Un amour de Swann, Nathan, coll. « Balises », 1990.
- Un roi sans divertissement : introduction à l'œuvre de Jean Giono, Nathan, coll. « Balises », 1991.
- Langue et littérature : anthologie XIXe et XXe siècles (avec Dominique Rincé), 1992.
- Chateaubriand, Nathan, coll. « Balises », 1994.
- Marguerite Duras, Moderato cantabile / L'Amant, Nathan, coll. « Balises », 1995.
- Alain-Fournier, Le Grand Meaulnes, Imprimerie nationale, coll. « La Salamandre », 1996.
- « La parataxe dans l’écriture d’Annie Ernaux; Pour une écriture photographique du réel », revue Tra-jectoires n°3, 2006[63].
- Gustave Flaubert, Voyages[64], Arléa, coll. « Arléa-poche », 2007.
- « Je suis aussi... », préface pour le recueil de Carlos Alvarado Larroucau, L'Harmattan, coll. « Poètes des cinq continents », 2009.
- Jane Eyre, Charlotte Brontë, préface, Gallimard, Coll. « Folio », 2012.
- Charles Dickens, Contes de Noël, préface, Gallimard, coll. « Folio », 2012.
- Louise de Vilmorin, Madame de..., Dominique Barbéris relit Madame de[65], Revue critique de fixxion francaise contemporaine, 2012.
- Jean-Pierre Richard : « La chair du monde », Revue Europe[66], 2019.
- Cahier de l'Herne Annie Ernaux, « Sur le style de La Place », l'Herne, 2022.
- Critiques libres : « Karel Schoeman, Le jardin céleste (Acte Sud)», La Nouvelle Revue Française[67], 2023.